# Keri Herman
Keri Herman (* 16. August 1982 in Minneapolis) ist eine ehemalige US-amerikanische Freestyle-Skierin. Sie startete in den Freestyledisziplinen.

## Werdegang
Herman nimmt seit 2008 an Wettbewerben der AFP World Tour teil. Dabei erreichte sie in der Saison 2008/09 im Slopestyle den zweiten Platz bei den European Freeski Open in Laax und den dritten Rang und bei der Winter Dew Tour in Breckenridge. In der AFP World Tour Slopestylewertung kam sie auf den zweiten Platz. Bei den Winter-X-Games 2010 in Aspen und bei den Winter-X-Games-Europe 2010 in Tignes gewann sie im Slopestyle die Silbermedaille. Zu Beginn der Saison 2010/11 errang sie bei der Winter Dew Tour in Breckenridge den zweiten Platz. Im weiteren Saisonverlauf holte sie wie im Vorjahr den Winter-X-Games in Aspen und bei den Winter-X-Games-Europe in Tignes die Silbermedaille im Slopestyle. Bei den Freestyle-Skiing-Weltmeisterschaften 2011 in Park City gewann sie Bronze im Slopestyle. Die Saison beendete sie auf den zweiten Platz in der AFP World Tour Slopestylewertung. Im Weltcup debütierte sie im Dezember 2011 in Copper Mountain und belegte dabei den 14. Rang im Halfpipe-Wettbewerb. In der Saison 2012/13 holte sie im Slopestyle in Ushuaia und in Copper Mountain ihre ersten Weltcupsiege und gewann damit auch den Slopestyle-Weltcup. In der folgenden Saison siegte erneut beim Weltcup in Copper Mountain. Bei ihrer ersten Olympiateilnahme 2014 in Sotschi wurde sie Zehnte im erstmals ausgetragenen Slopestyle-Wettbewerb. Bei den Winter-X-Games 2015 in Aspen gewann sie Silber im Slopestyle. In der Saison 2015/16 siegte sie im Slopestyle bei den Freeski Open in Cardrona und belegte bei den European Freeski Open in Laax den zweiten Platz im Slopestyle.